# Manuel Pérez Martínez
Manuel Pérez Martínez   (Melilla, 1 de novembre de 1944), conegut com a Camarada Arenas, és el secretari general del Partit Comunista d'Espanya (reconstituït) (PCE-r) des del 1975. Va estar ininterrompudament empresonat per activitats terroristes en diverses presons franceses i espanyoles del 2000 al 2025, quan va sortir en llibertat per ordre de l'Audiència Nacional.

## Biografia
Manuel Pérez Martínez va néixer el 1944 a Melilla, en una família de classe obrera en què és el tercer de tretze germans. Abans dels dotze anys va abandonar l'escola i després es va traslladar amb la família a una barraca del barri madrileny del Pozo del Tío Raimundo, on es va fer aprenent d'algepsaire. Més endavant, va participar en les lluites del sector de la construcció, en les quals destacaria com a organitzador. En aquella època va començar a estudiar les obres dels clàssics del marxisme-leninisme, escasses i difícils d'aconseguir a causa de la censura franquista. La seva consciència proletària es va reforçar i va interpretar que les lluites obreres havien de sortir dels marges estrets del sindicalisme i del reformisme «conciliador» a què pretenia conduir-les el revisionisme del Partit Comunista de Santiago Carrillo.
Va fer el servei militar en un vaixell de guerra, on va crear una «cèl·lula comunista». De nou a Madrid, va començar a dirigir les lluites veïnals del Pozo del Tío Raimundo per a la millora de les condicions de vida i, més tard, va crear les Joventuts Comunistes de Vallecas, des d'on combatria els carrillistes. Al final dels anys 1960, el seu activisme polític el va portar per primera vegada a la presó, on va estar-hi tres mesos acusat de «propaganda».
Després que sortís de la presó, es va incorporar a l'Organització de Marxistes-Leninistes d'Espanya (OMLE), de la qual es convertiria en el dirigent més ferm. És llavors que es va esplaiar i va intensificar la seva activitat revolucionària. Va fer tasques de propaganda i d'organització, alhora que va participar en vagues i manifestacions. El 8 de juny del 1975 va participar al Congrés Reconstitutiu de l'OMLE, amb la lectura d'un informe polític històric per a crear les bases per a la reconstrucció del partit comunista. Dos anys després, va tenir lloc el II Congrés, en el qual quedarien fixades les tesis del que s'ha denominat «política de resistència» a l'estat burgès i el feixisme, que incloïa el recurs a la lluita armada guerrillera per part dels obrers en el seu enfrontament amb els moderns estats capitalistes i per a la presa del poder. És en aquest segon congrés on Manuel Pérez va ser elegit secretari general del Partit Comunista d'Espanya (reconstituït) (PCE-r). Uns mesos després, l'1 d'octubre de 1977, tot el comitè central de l'encara incipient PCE(r) va ser detingut a Benidorm (Marina Baixa), amb «Arenas» al capdavant com a secretari general.
Va ser condemnat a set anys de presó per associació il·lícita (5 anys) i tinença il·legal d'armes (2 anys). A la Comuna Carlos Marx de presos del PCE(r) i dels Grups de Resistència Antifeixista Primer d'Octubre (GRAPO), a la presó de Sòria, Arenas es va esforçar a crear quadres comunistes mitjançant la transmissió de coneixements i experiències. Durant els anys d'enfrontament contra el règim d'aïllament de presos polítics, Manuel Pérez va passar mesos d'aïllament severíssim. El 1984 va tornar a sortir de la presó, però la persecució policial i la no legalització del PCE(r) el va empènyer de nou a la clandestinitat. Es va exiliar a l'Estat francès, on va entrar en contactes amb els grups Acció Directa i Cèl·lules Comunistes Combatents, i des d'on dirigiria el PCE(r) fins al 2000, any en què va ser detingut a París i empresonat pels tribunals francesos.
El 2006 va ser extradit a l'Estat espanyol, on es va veure encausat en deu sumaris. El 2009, però, després de la seva última absolució a l'Audiència Nacional, el Tribunal Suprem va decidir anul·lar la sentència i condemnar-lo a set anys més de presó com a inductor o autor material per «comissió per omissió» per no haver impedit una acció armada dels GRAPO contra la seu del PSOE de Barcelona, l'any 2000. També va ser encausat al sumari del segrest i desaparició de l'empresari Publio Cordón i per la col·locació d'una bomba en una empresa de treball temporal de Madrid. El 2012 l'Audiència Nacional li va imposar disset anys de presó més en un altre judici.
Arenas sempre va negar els càrrecs i la pertinença als GRAPO i va insistir que el partit mai no havia estat vinculat a aquest grup, per la qual cosa es considerava a si mateix un pres polític. Va ser posat en llibertat i va sortir de la presó d'Aranjuez el 5 de març de 2025 després de passar un total de 32 anys a la presó.